# Big Mouth Billy Bass

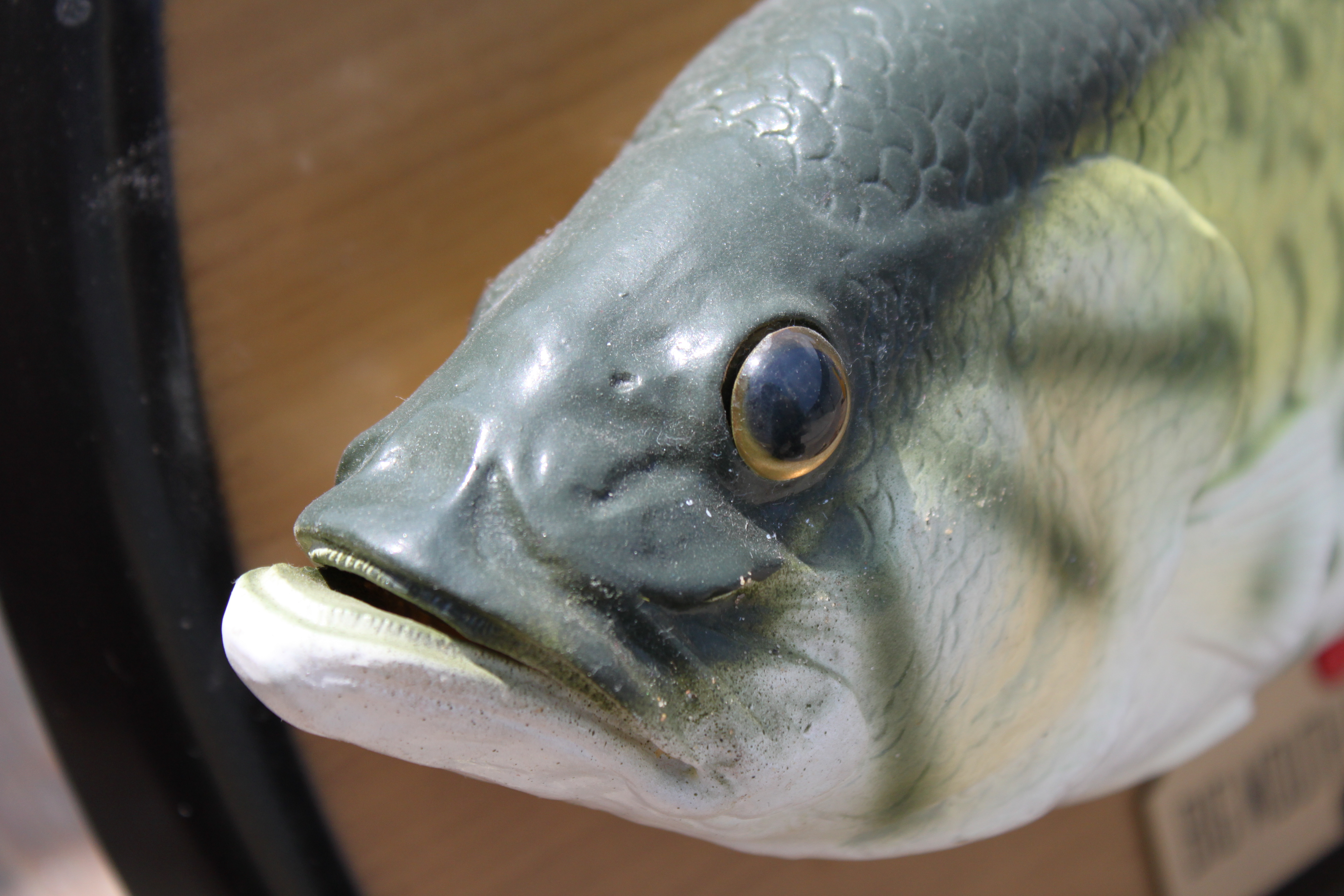
Primo piano della testa di un Big Mouth Billy Bass

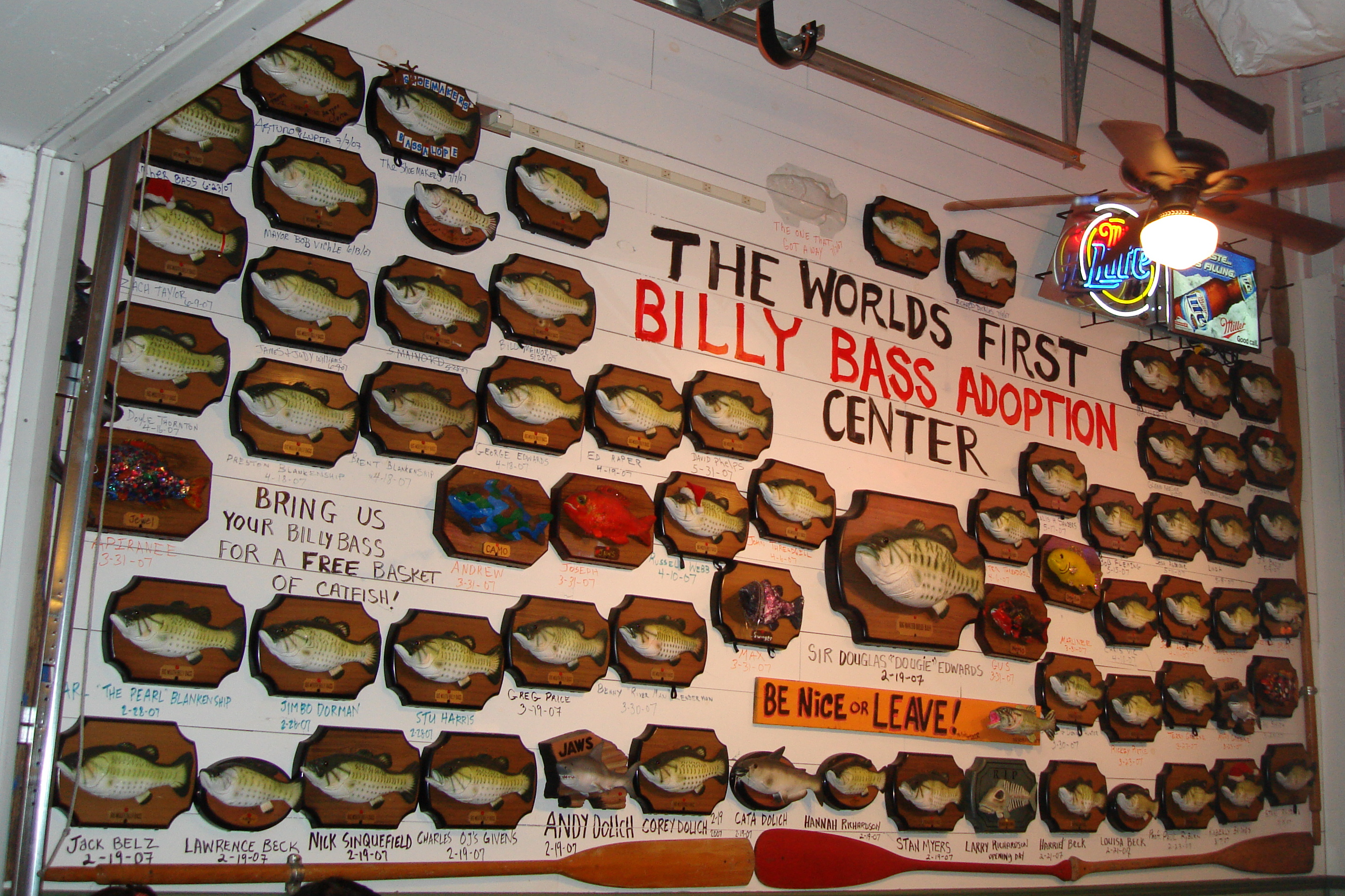
Numerosi Big Mouth Billy Bass appesi a una parete

Big Mouth Billy Bass è un persico trota animatronico in lattice appeso a mo' di trofeo. Digitando un pulsante ad esso collegato, viene riprodotta una canzone e il pesce muove la bocca in sincronia con essa.

## Storia

### Origini
Joe Pellettieri, dopo aver ottenuto un Master in Business Administration all'Università dell'Indiana, iniziò a lavorare per l'azienda di prodotti creativi Gemmy nel 1998 e ideò una variante di successo del "Singing flower" lanciato dalla medesima azienda. Alla fine dello stesso anno, quando Pellettieri e sua moglie Barbara andarono in vacanza, lei gli suggerì di inventare un pesce canterino (l'idea le venne dopo che i due sostarono presso un negozio della Bass Pro Shops). Pellettieri terminò di lavorare alla sua invenzione nel 1999 e la lanciò lo stesso anno.

### Successo
Il prodotto ebbe un considerevole successo nel 2000 anche all'estero. In un anno dal suo lancio, il pesce fruttò 100 milioni di dollari in vendite; Elio Fiorucci dichiarò di averne venduti più di 5.000 in un mese. Tra i suoi acquirenti celebri vi furono Al Gore, George Bush, che appese un modello nel suo studio alla Casa Bianca, e la Regina Elisabetta, che ne conservava uno nel castello di Balmoral.
Vennero fabbricati dei Big Mouth Billy Bass di varie fogge e che riproducono diverse canzoni, tra cui Don't Worry, Be Happy di Bobby McFerrin, Take Me to the River di Al Green e I Will Survive di Gloria Gaynor.
Nonostante la sua grande notorietà, il Big Mouth Billy Bass è stato più volte giudicato pacchiano. Nel loro The Totally Sweet 90s, Gael Fashingbauer Cooper e Brian Bellmont giungono a dire che è «la peggiore cosa accaduta quando gli esseri umani hanno interagito con la vita marina da quando lo Squalo ha divorato quelle persone».
Già a partire dal 2001, Big Mouth Billy Bass iniziò a non essere più altrettanto richiesto.